# Shangani (Simbabwe)
Shangani ist ein Ort im Insiza Distrikt in der Provinz Matabeleland South in Simbabwe. Der Ort hat zirka 1500 Einwohner und liegt auf etwa 1380 m Höhe.

## Geografie
Shangani befindet sich etwa 60 km südwestlich von Gweru. Es liegt an der Zugstrecke Harare – Bulawayo und an der Schnellstraße A5. Nördlich von Shangani ist eine Flugpiste.